# スーラ (宇宙船)

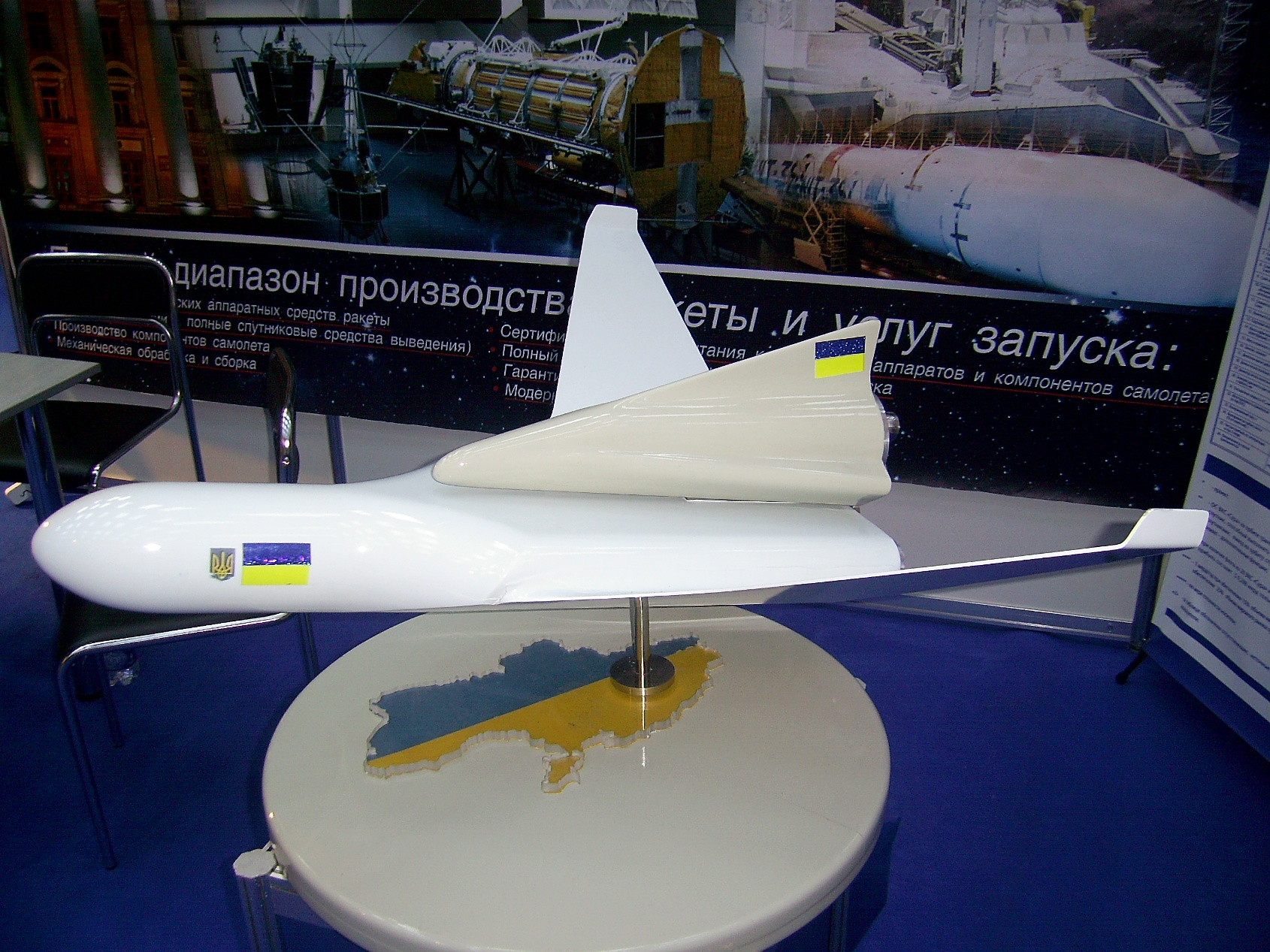

スーラ（ウクライナ語: Сура）は、ウクライナで計画された無人二段式宇宙輸送機である。軌道に投入後、人工衛星を放出したり実験装置を回収して再び帰還する。空の重量は48-50トンで満載時には61,1-70,0トンである。全長は17mで全幅は14mで全高は6.6mである。1段目は独立して弾道飛行輸送機として惑星間飛行や太陽系の惑星への用途に使用できる。
2段目は地球周回軌道へ貨物を輸送したり離脱したり回収する事が出来る。機体は大気圏内に帰還する。大気圏再突入時に過熱を避ける為に熱遮蔽を行う。
空気吸い込み式エンジンと液体燃料ロケットエンジンは市販されている機種を使用する。それにより（例えばロシアのTU-2000計画と比較した場合）開発時間と費用を大幅に削減できる事が期待される。

## 革新的な部分と主な利点
- – モジュラー設計を採用
- – 空力的制御要素を持たない
- – 液体燃料ロケットエンジンによる飛行制御
- – 大気を使用する事による優位性
- – 貨物を打ち上げて分離後軌道から離脱

打ち上げ費用を低減する
予定では高度300kmの軌道へ300kg打ち上げる場合の打ち上げ費用は$1000/kgである。

## 用途
- – 通信衛星の軌道投入
- – 宇宙探査と地球観測

### 開発段階
2010年現在ではまだウクライナで概念設計の段階である。トルコとの国際協力による"黒海計画"として共同で最大300kgの衛星を軌道に投入する予定である。